# Haraklány község
Haraklány község (románul: Comuna Hereclean) község Szilágy megyében, Romániában. Központja Haraklány, beosztott falvai Bádon, Diósad, Magyarbaksa, Magyargoroszló, Szilágypanit.

## Népessége
A 2011-es népszámlálás adatai alapján a község népessége 3575 fő volt.